# Janoš Županek
Janoš Županek (mađarski Zsupánek János) (Šalovci, 6. siječnja, 1861. – Šalovci, 11. ožujka, 1951.) slovenski (prekomurski) je pisac i pjesnik, sin pjesnika Mihaela Županeka i otac pjesnika Vilmoša Županeka.
Majka mu je bila Marija Gomilar. U današnjom Prekmurju je bio rođen, u Mađarskoj. Županek je bio više puta u hodočašćima (Gradac, Mariazell, Maribor, Slovenske Gorice). Upoznao je mađarske, njemačke i slovenske pjesme.
Prvu svoju zbirku je pisao na mađarskom jeziku 1884. – 1893. godine. 1908. godine je izdao molitvenik i pjesmaricu Vu Iméni Ocsé, i Sziná, i Dühá, szvétoga Ámen (U ime Oca i Sina i Duha Svetoga, Amen). 1910. godine je bila obljavljena svoja mrtvačka pjesmarica Mrtvecsne peszmi. Mikloš Kovač i Jožef Konkolič su pomagali Županeka izdati pjesmaricu, koji su također pisali prekomurske rukopisne pjesmarice. U prekomurskih novinama su se pojavile Szenje blázsene device Marie (1916.)

## Djela
- Magyar dalok (1884. – 1893.)
- Vu iméni Ocsé, i Sziná, i Dühá, szvétoga Ámen (1908.)
- Mrtvecsne peszmi (1910.)
- Szenje blázsene device Marie (Novine, 1916.)

## Vanjske poveznice
- Slovenski biografski leksikon – Mihael Županek